# Bataille de Trifanum
La bataille de Trifanum ou bataille de Suessa oppose la République romaine alliée aux Samnites, à une coalition formée par les Latins, les Volsques, les Aurunces, les Sidicins et les Campaniens en 340 ou 339 av. J.-C. Il s'agit de la seule confrontation majeure de la Guerre latine. Les troupes de la coalition latine sont anéanties. Les Latins et Volsques tentent encore de résister quelques années dans le Latium tandis que les Campaniens se soumettent à la domination romaine.
Pour un article plus général, voir Guerre latine.

## Le contexte

### Le Latium auIVesiècle

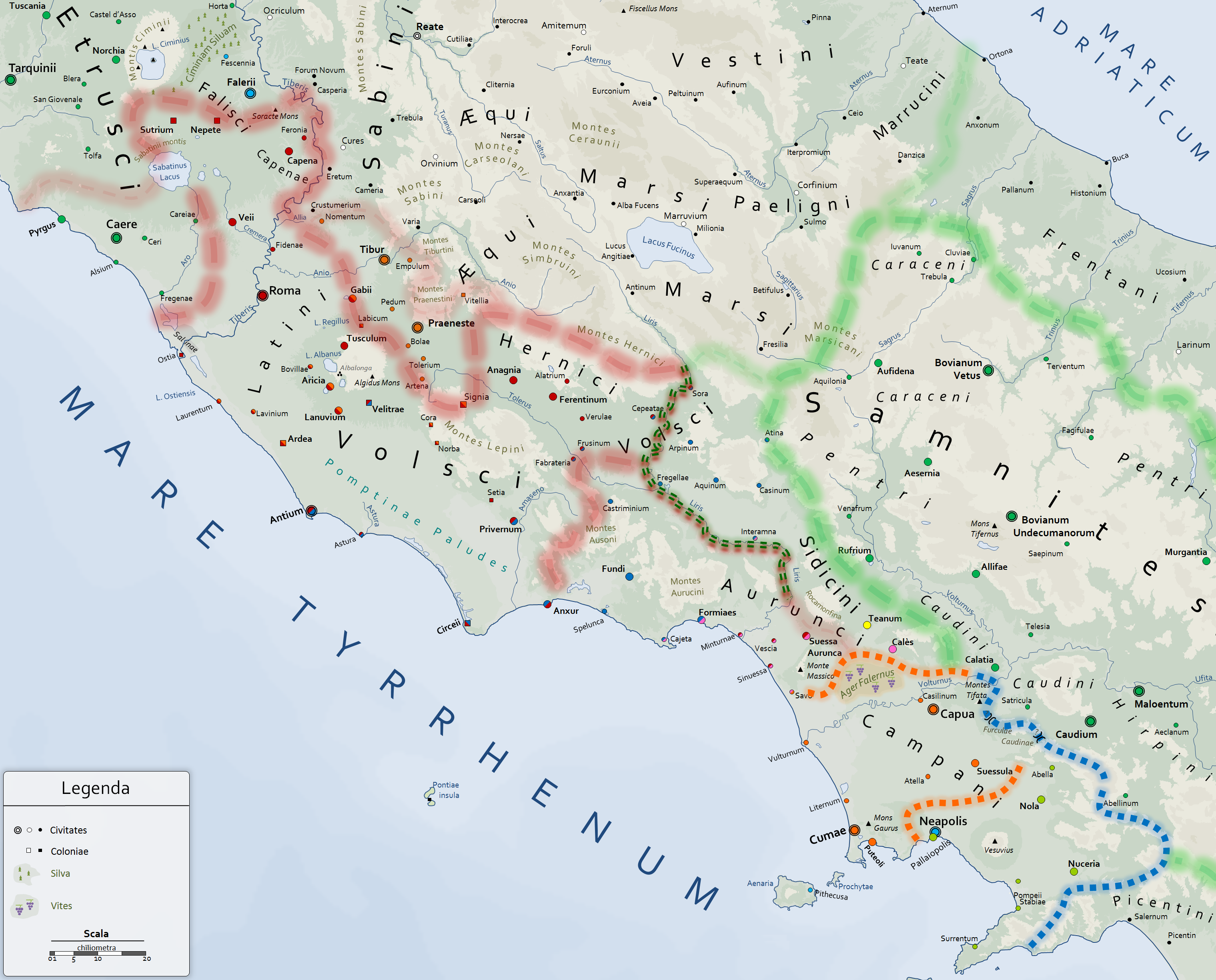
Carte du Latium et de la Campanie
au milieu du

Vers le début du IVe siècle av. J.-C., le Latium est libéré de la pression des peuples voisins qui ne constituent plus une menace immédiate. Cette menace disparue, les Latins commencent à ressentir la puissance romaine croissante comme un nouveau danger pour leur indépendance. Ils profitent alors des conflits entre Rome et les Volsques qui se battent pour le contrôle des territoires pontins pour soutenir les ennemis de Rome. Mais la coalition des Latins et des Volsques ne peut empêcher finalement l'annexion des marais pontins et des monts Lépins dans le territoire romain,.
Durant la première moitié du IVe siècle av. J.-C., une nouvelle menace apparaît avec les invasions gauloises, poussant quelques cités latines à renouveler leur alliance avec Rome,. Néanmoins, certaines villes latines, parmi les plus puissantes et celles qui sont le plus farouchement opposées à Rome comme Tibur ou Préneste, concluent des traités de paix séparés avec les Gaulois et poursuivent leur lutte. La guerre se termine en 354 av. J.-C., laissant les villes latines indépendantes mais épuisées par un effort de guerre soutenu durant plusieurs décennies. Pendant ce temps, les Romains ont poursuivi leur stratégie de pacification des territoires pontins, leur présence y étant de plus en plus solide.

### La Guerre latine
Au début de la deuxième moitié du IVe siècle av. J.-C., les relations entre Rome et les Latins se dégradent de nouveau. Le renouvellement de l'alliance entre Rome et les Samnites qui ouvre aux Romains les territoires de Campanie, à la suite de la première guerre samnite, représente une menace sérieuse pour l'indépendance des Latins qui craignent d'être enclavés entre le territoire romain et celui des Samnites et finalement d'être progressivement absorbés. Ces derniers forment une alliance avec les peuples qui partagent leur situation et leur crainte comme les Volsques, les Aurunces, les Campaniens et les Sidicins,,. Néanmoins, selon Denys d'Halicarnasse, une partie des Campaniens se range du côté des Romains.
En 340, les consuls romains Titus Manlius Imperiosus Torquatus et Publius Decius Mus mènent une armée vers l'est, dans les territoires des Marses et des Péligniens. Ces derniers ne sont, à cette époque, ni alliés (socii) ni amis (amici) de Rome, mais laissent quand même les troupes romaines traverser leur pays, peut-être en respect d'une clause d'un traité ou parce qu'ils veulent éviter toute confrontation. Par cette manœuvre, les consuls romains évite de traverser les territoires ennemis et espèrent probablement séparer les Campaniens des Latins. L'itinéraire suivi par l'armée romaine n'est pas connu avec certitude. À l'est de Rome, Tibur, ville latine hostile aux Romains, bloque le passage. Les Romains atteignent néanmoins le lac Fucin, soit en ayant suivi la via Salaria, soit en ayant suivi la vallée de la Liris. Depuis le lac Fucin, les troupes romaines rejoignent les Samnites dans les environs d'Aufidena ou d'Aesernia. Selon Denys d'Halicarnasse, les Romains se rendent en Campanie en suivant le tracé de la via Appia, qui n'existe pourtant pas encore puisqu'elle est construite en 312, soit près de trente ans plus tard. Selon lui, les Romains atteignent Casilinum après avoir traversé le Volturnus grâce à un pont de bois bâti en trois jours. Ils établissent ensuite un campement à quelques kilomètres de Capoue puis attendent les renforts promis par les Samnites.
Les Latins tentent d'empêcher la jonction des forces romaines et samnites en envoyant une armée en territoire pélignien, probablement depuis Tibur. Tite-Live signale cette expédition mais la date de 342 av. J.-C., ce qui en modifie son interprétation. Les Romains et Samnites ayant joint leurs forces, l'armée commune descend par la vallée du Volturnus vers la Campanie où elle engage le combat contre l'armée latine.

## La bataille

### Le récit antique

#### La «sentence de Manlius»
Le récit de Tite-live commence par la condamnation à mort de Titus Manlius, fils du consul. Ce dernier, envoyé en mission de reconnaissance, tombe sur un camp ennemi, dirigé par le Tusculan Geminus Maecius. Titus Manlius, désobéissant aux ordres des consuls qui ont interdit d'engager le combat avec l'ennemi, se laisse entrainer par les provocations du chef tusculan et se bat en duel contre ce dernier. Titus Manlius l'emporte et parvient à tuer Geminus Maecius. De retour au camp, alors qu'il rapporte les dépouilles du chef ennemi, son père, le consul Titus Manlius Imperiosus Torquatus, le fait condamner à mort pour avoir désobéit aux ordres. Selon Tite-Live, cette condamnation, perçue comme très sévère voire injuste et baptisée « sentence de Manlius », permet de rétablir l'ordre et la discipline dans l'armée romaine, après une période de relâchement mentionnée par Denys d'Halicarnasse, durant laquelle les hommes n'obéissaient plus aux consuls, prenaient des initiatives et se retournaient parfois contre les intérêts de la République.

#### Le sacrifice de Publius Decius Mus

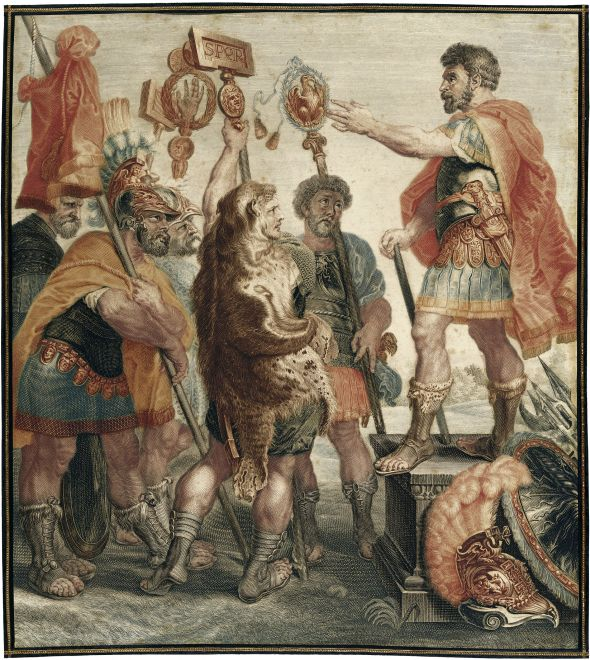
Decius Mus prononce la devotio, Jacob Matthias Schmutzer (1733-1811).

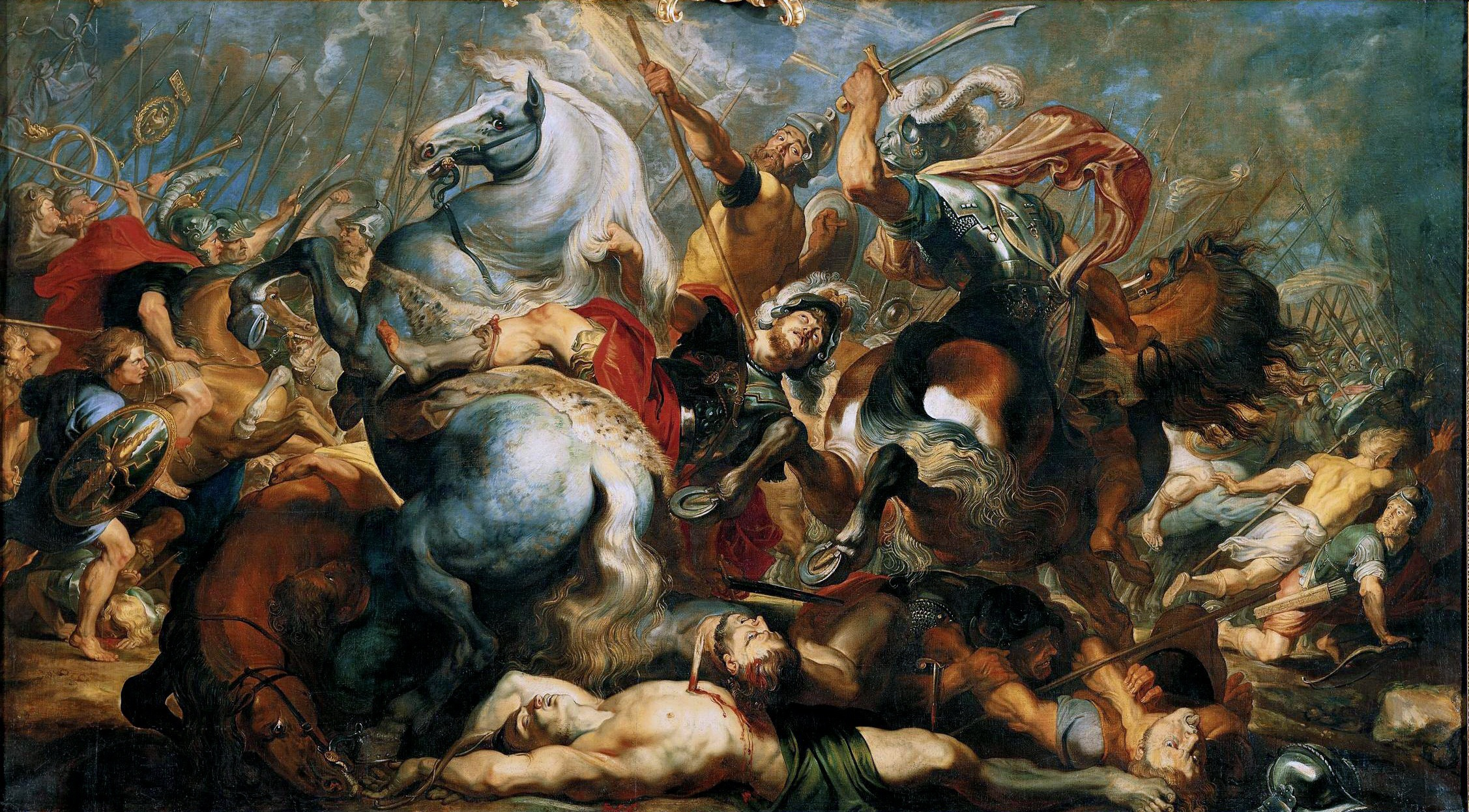
La mort de Decius Mus, Pierre Paul Rubens (1618).

L'armée romaine marche ensuite contre l'armée latine, la rencontre se fait sur la route qui mène au Veseris, près du Vésuve. Selon Valère Maxime, les deux consuls sont avertis par les dieux des conditions pour remporter la victoire.

« C'est encore un songe bien étonnant et fameux par ses suites, celui qu'eurent la même nuit les deux consuls Publius Decius Mus et Titus Manlius Torquatus dans leur camp, au pied du mont Vésuve, pendant la guerre pénible et périlleuse qu'ils soutenaient contre les Latins. Un inconnu apparut à l'un et à l'autre pendant leur sommeil et leur annonça que les dieux Mânes et la Terre, mère commune de tous les êtres, réclamaient pour victimes le général de l'un des deux partis et l'armée de l'autre, que celui dont le chef attaquerait les troupes ennemies et se sacrifierait lui-même avec elles, aurait la victoire. Le lendemain, les consuls firent un sacrifice dans le dessein de détourner ce présage, s'il pouvait se détourner, ou, si par un nouvel avertissement la volonté des dieux se révélait immuable, d'en assurer l'accomplissement. Les entrailles des victimes s'accordèrent avec le songe. Ils convinrent que le premier qui verrait son aile commencer à plier, payerait de sa vie le salut de la patrie. Aucun d'eux ne manqua de courage, mais ce fut la vie de Decius que le destin demanda. »

— Valère Maxime, Faits et dits mémorables, livre I, 7, 4.
Au cours de la bataille, Titus Manlius Torquatus prend le commandement de l'aile droite tandis que Publius Decius Mus se place à la tête de l'aile gauche. L'engagement est d'abord indécis, les deux armées utilisant des techniques de combat similaires. L'aile gauche des Romains commence à céder sous la pression des Latins et se replie sur la deuxième ligne. C'est à ce moment que Tite-Live fait prononcer la devotio à Decius Mus par laquelle il accepte de se sacrifier en échange de la victoire, aidé en cela par le pontifex maximus Marcus Valerius.

« Le pontife lui ordonna de prendre la toge prétexte, et, la tête voilée, une main ramenée sous la toge jusqu'au menton, debout et les pieds sur un javelot, de dire : « Janus, Jupiter, Mars père, Quirinus, Bellone, Lares, dieux Novensiles, dieux Indigètes, dieux qui avez pouvoir sur nous et l'ennemi, dieux Mânes, je vous prie, vous supplie, vous demande en grâce, et j'y compte, d'accorder heureusement au peuple romain des Quirites force et victoire, et de frapper les ennemis du peuple romain des Quirites de terreur, d'épouvante et de mort. Ainsi que je le déclare par ces paroles, oui, pour la république des Quirites, pour l'armée, les légions, les auxiliaires du peuple romain des Quirites, je me dévoue, et avec moi les légions et les auxiliaires de l'ennemi. aux dieux Mânes et à la Terre. » »

— Tite-Live, Histoire romaine, livre VIII, 9, 5-8.
Publius Decius Mus remonte sur son cheval et se jette dans la mêlée, ignorant les coups qui le transpercent. Ce geste effraie les Latins de l'aile droite qui commencent à paniquer et à prendre la fuite. Sur l'autre aile, Titus Manlius Torquatus emporte l'avantage. Les renforts samnites qui se sont rangés au pied de la montagne finissent par convaincre les Latins de leur défaite. Pourtant, selon Denys d'Halicarnasse, les Samnites n'ont jamais envoyé de renforts, les ayant promis, annonçant des levées dans chaque ville, mais sans qu'aucune armée n'apparaisse. L'armée latine se replie vers Minturnes. Le camp latin est capturé et de nombreux Campaniens sont faits prisonniers.

#### La bataille de Trifanum
Peu après leur première défaite, les Latins se rassemblent à Vescia. Leur général Numisius forme rapidement une nouvelle armée avec des éléments latins et volsques. À cette nouvelle, le consul Titus Manlius Torquatus se met en marche et engage le combat avec la nouvelle armée latine à Trifanum, entre Minturnes et Sinuessa. L'armée latine subit une lourde défaite, laissant les Romains libres de mettre à feu et à sang la campagne environnante. Afin d'éviter les pillages, les Campaniens se soumettent.

### Analyse moderne
| Bataille de Veseris, selon Tite-Live · Bataille de Trifanum, selon Tite-Live · Bataille de Capoue, selon Denys d'Halicarnasse · Bataille de Suessa, selon les historiens modernes              |
| Localisation des différents endroits proposés concernant les batailles de Veseris et de Trifanum pour Tite-Live et la bataille de Suessa pour Denys d'Halicarnasse et les historiens modernes. |
| Bataille de Veseris, selon Tite-Live · Bataille de Trifanum, selon Tite-Live · Bataille de Capoue, selon Denys d'Halicarnasse · Bataille de Suessa, selon les historiens modernes              |

Si les auteurs antiques s'accordent sur le fait qu'il s'agit d'une bataille décisive qui se solde par l'anéantissement de la coalition latine, ils ne s'accordent pas sur le nombre de batailles qui a opposé les Romains et Samnites aux Latins et Volsques pour l'année 340. Tite-Live relève une succession de deux batailles. La première se déroule près d'un lieu baptisé Veseris auquel les auteurs se réfèrent parfois comme une ville, parfois comme une rivière. Il s'agit peut-être d'un autre nom pour la ville aurunce de Vescia. La deuxième se déroule près de Trifanum, localité inconnue que Tite-Live situe entre Minturnae et Sinuessa. De son côté, Diodore de Sicile ne mentionne qu'une seule bataille près de Suessa. Par contre tous les auteurs antiques placent la bataille au pied d'une montagne située non loin de Capoue. Tite-Live ainsi que Valère Maxime, qui en cela suit peut-être le premier, identifient la montagne au Vésuve,, peut-être induits en erreur par le nom de Veseris, tandis que Denys d'Halicarnasse l'identifie au mont Tifata, à une dizaine de kilomètres à l'est de Capoue.
Pour les historiens modernes, il n'y a eu qu'une seule bataille, décisive, qui s'est déroulée sur les bords de la Liris, dans le nord de la Campanie, à hauteur de Suessa Aurunca, au pied du Roccamonfina, en 340 ou 339 av. J.-C. Le Roccamonfina, comme le Vésuve, est à l'époque un volcan en sommeil ce qui pourrait expliquer la confusion de Tite-Live.

## Conséquences
Les Latins subissent une lourde défaite mais les pertes romaines semblent également importantes. Un des deux consuls, Publius Decius Mus, est tué durant les combats. Selon Tite-Live, ce dernier se serait sacrifié pour donner la victoire à Rome après avoir prononcé la devotio. Cet épisode semble improbable, il s'agirait d'une anticipation des actes de son fils qui se sacrifie à la bataille de Sentinum en 295,,.
La coalition rassemblant les Latins, les Campaniens, les Aurunces, les Volsques et les Sidicins s'effondre. Les Campaniens se soumettent immédiatement. Les Samnites et les Romains font dorénavant face à chacun des peuples isolément et les soumettent un à un. Les Romains passent les deux années suivantes à pacifier le Latium. Finalement, en 338 av. J.-C., la Ligue latine est dissoute bien que les rites religieux sur le mont Albain se poursuivent sous la direction des consuls romains. En moins de dix ans, les dernières poches de résistance sont réduites et les Romains prennent définitivement le contrôle de tout le Latium, y compris Tibur et Préneste, et de la partie septentrionale de la Campanie jusqu'aux villes de Cumes et Suessula.

### Ouvrages généraux
- Mireille Cébeillac-Gervasoni, Histoire romaine, Paris, Armand Colin, coll. « U Histoire », 2006, 471 p. (ISBN 978-2-200-26587-8)
- (en) Tony Jaques, Dictionary of Battles and Sieges : P-Z, Greenwood Publishing Group, 2007, 1354 p.
- (en) F. E. Adcock, The Cambridge Ancient History, tome 7 : The hellenistic monarchies and the rise of Rome, Cambridge, University Press, 1928, 988 p.

### Ouvrages sur l'histoire de la République romaine
- (en) Christopher S. Mackay, Ancient Rome : A Military and Political History, Cambridge University Press, 2004
- (en) Tim J. Cornell, The Beginnings of Rome : Italy and Rome from the Bronze Age to the Punic Wars (c. 1000–264 BC), New York, Routledge, 1995, 507 p. (ISBN 978-1138127616)
- (en) Gary Forsythe, A Critical History of Early Rome : From Prehistory to the First Punic War, Berkeley, University of California Press, 2005, 400 p. (ISBN 978-0-520-24991-2, lire en ligne)
- Jacques Heurgon, Rome et la Méditerranée occidentale jusqu'aux guerres puniques, Paris, PUF, coll. « Nouvelle Clio », 1993 (3e éd.), 488 p. (ISBN 978-2-130-45701-5)
- François Hinard (dir.), Histoire romaine des origines à Auguste, Paris, Fayard, coll. « Histoire », 2000, 1075 p. (ISBN 978-2-213-03194-1)
- (en) E. T. Salmon, Samnium and the Samnites, Cambridge University Press, 1967, 460 p.

### Commentaires de textes antiques
- (en) Stephen P. Oakley, A Commentary on Livy Books VI–X, Oxford, Oxford University Press, 1999, 866 p. (ISBN 978-0-19-815226-2)
- Annette Flobert, Histoire romaine, livres VIà X, la conquête de l'Italie, Flammarion, 1999 (ISBN 978-2-080-70950-9)